# Lac du Vieux Emosson
Der Lac du Vieux Emosson ist ein Stausee im Schweizer Kanton Wallis in der Gemeinde Finhaut. Die erste Staumauer wurde 1955 von den SBB errichtet.
Im September 2014 war eine Erhöhung der Staumauer um 21,5 Meter fertiggestellt. Der Inhalt des Sees wurde so auf 25 Mio. m³ verdoppelt. Die grössere Kapazität wird für das Pumpspeicherwerk Nant de Drance genutzt, für welches der Lac du Vieux Emosson das obere und der Stausee Emosson das untere Becken bildet. Das Speicherkraftwerk ging nach 14 Jahren Bauzeit am 1. Juli 2022 in Betrieb. Der Bau der Anlage hat umgerechnet 2 Milliarden Euro gekostet. Die installierte Kapazität beträgt 900 MW, gespeichert werden können 20 GWh.
Zu erreichen ist der Stausee über den etwa 300 Meter tiefer gelegenen Lac d’Emosson oder zu Fuss von Vallorcine in Frankreich her über den Saumpfad Col des Corbeaux.

## Saurierspuren

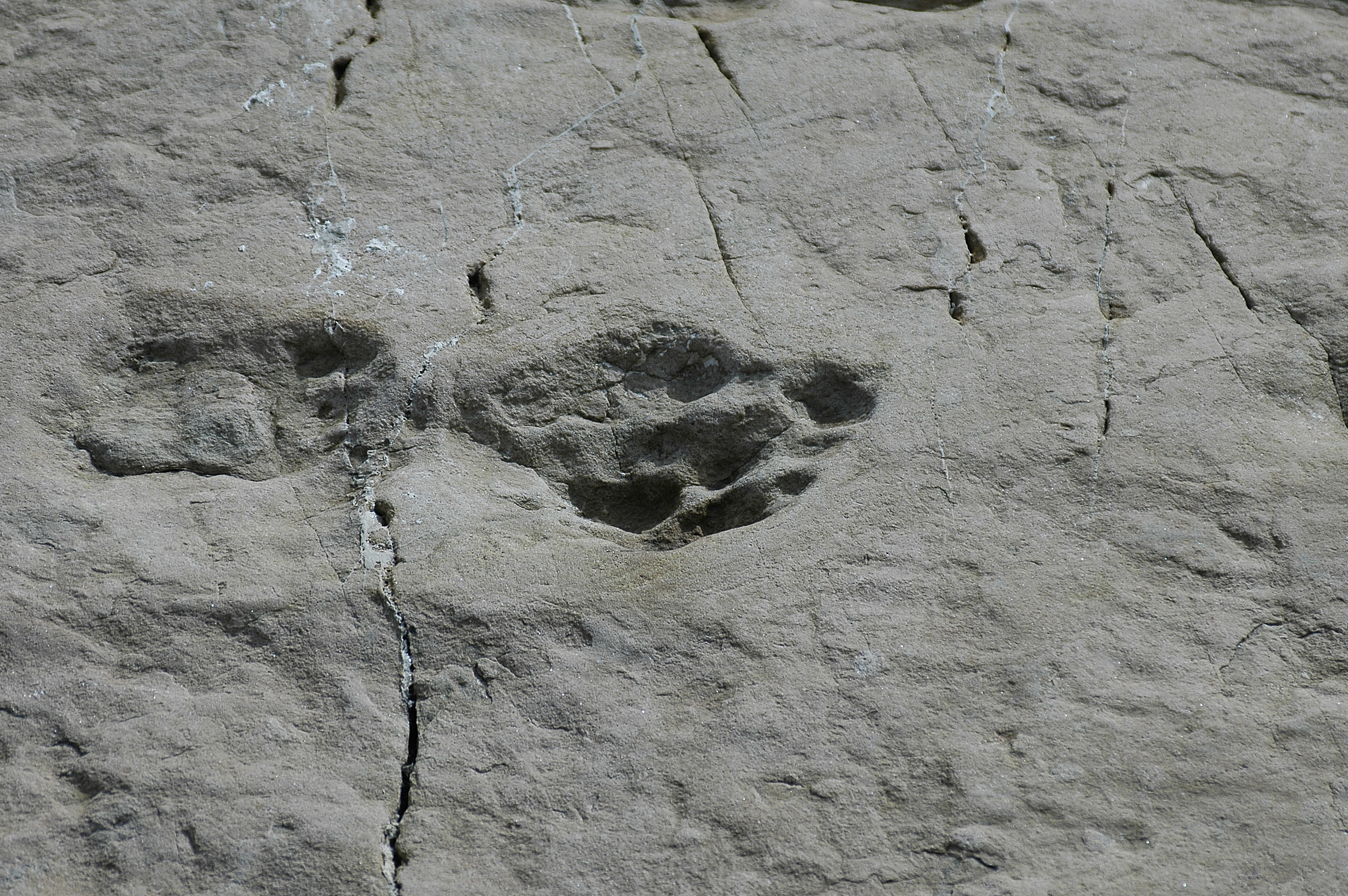
Fussspur

Am 23. August 1976 wurden am Pfad zum Col des Corbeaux auf 2400 m Höhe gut erhaltene Fussabdrücke von Archosauriern entdeckt, die vor 250 Millionen Jahren gelebt haben. Diese Spuren können im Sommer nach der Schneeschmelze besichtigt werden.